# Kamilou Daouda
Kamilou Daouda (* 29. Dezember 1987 in Agadez) ist ein nigrischer Fußballspieler.
Daouda begann seine Karriere 2005 beim Verein Akokana FC, wo er bis 2007 unter Vertrag stand, jedoch nahm er an keinen Ligaspielen teil. Nach den zwei Jahren beim Verein kündigte er den Vertrag und wechselte zum kamerunischen Verein Cotonsport Garoua. Daouda kehrte 2008 dem Verein den Rücken und wechselte für die Saison 2008/09 zum libyschen Verein al Ittihad. Er kündigte den Vertrag mit dem Verein 2011 und wechselte zum tunesischen Verein CS Sfax. Nach einer Saison unterschrieb er bei JS Saoura. Seit 2013 ist er wieder beim kamerunischen Verein Cotonsport Garoua aktiv, mit der Ausnahme der Saison 2014/15, in der er im Sudan spielte.
Daouda wurde vielfach Landesmeister mit seinen Mannschaften: 2007, 2008, 2013, 2014 und 2018 mit Cotonsport Gaoua in Kamerun sowie 2009 und 2010 in Libyen.
Von 2007 bis 2019 nahm er an 36 Länderspielen der nigrischen Fußballnationalmannschaft teil, wobei er insgesamt zehn Tore erzielen konnte.